# Im Yoon-ah
Im Yoon-ah (hangul: 임윤아), även känd under artistnamnet Yoona, född 30 maj 1990 i Seoul, är en sydkoreansk sångerska och skådespelare.
Hon har varit medlem i den sydkoreanska tjejgruppen Girls' Generation sedan gruppen debuterade 2007. Yoona har som skådespelare haft huvudroller i ett flertal TV-draman och 2017 gjorde hon sin filmdebut.

## Diskografi

### Singlar
| År   | Titel                                     | Topplacering          |
| År   | Titel                                     | Sydkorea (Gaon Chart) |
| ---- | ----------------------------------------- | --------------------- |
| 2010 | "Innisfree Day"                           | —                     |
| 2016 | "Deoksugung Stonewall Walkway" (med 10cm) | 24                    |

### Soundtrack
| År   | Titel           | Topplacering          | Serie  |
| År   | Titel           | Sydkorea (Gaon Chart) | Serie  |
| ---- | --------------- | --------------------- | ------ |
| 2016 | "Amazing Grace" | —                     | The K2 |

## Filmografi

### Film
| År   | Titel                   | Roll           |
| ---- | ----------------------- | -------------- |
| 2017 | Confidential Assignment | Park Min-young |

### TV-drama
| År   | Titel                                     | Kanal    | Roll                      |
| ---- | ----------------------------------------- | -------- | ------------------------- |
| 2007 | Two Outs in the Ninth Inning              | MBC      | Shin Joo-young            |
| 2008 | Unstoppable Marriage                      | KBS2     | cameoroll                 |
| 2008 | Woman of Matchless Beauty, Park Jung-geum | MBC      | Mi-ae (cameoroll)         |
| 2008 | You Are My Destiny                        | KBS1     | Jang Sae-byuk             |
| 2009 | Cinderella Man                            | MBC      | Seo Yoo-jin               |
| 2012 | Love Rain                                 | KBS2     | Kim Yoon-hee / Jung Ha-na |
| 2013 | Prime Minister and I                      | KBS2     | Nam Da-jung               |
| 2015 | Because It's the First Time               | OnStyle  | cameoroll                 |
| 2016 | God of War, Zhao Yun                      | Hunan TV | Xiahou Qingyi/Ma Yurou    |
| 2016 | The K2                                    | tvN      | Go An-na                  |
| 2017 | The King Loves                            | MBC      | Han Eun-san               |